# 9288 Santos-Sanz
9288 Santos-Sanz este un asteroid din centura principală de asteroizi.

## Descriere
9288 Santos-Sanz este un asteroid din centura principală de asteroizi. A fost descoperit pe 2 martie 1981 la Siding Spring de Schelte J. Bus. Asteroidul prezintă o orbită caracterizată de o semiaxă mare de 2,18 ua, o excentricitate de 0,20 și o înclinație de 1,2° în raport cu ecliptica.